# Курочкин, Михаил Алексеевич
Михаил Алексеевич Курочкин (12 декабря 1907 — 4 ноября 1995) — советский военачальник, генерал-майор (31.5.1954).

## Биография
Родился в деревне Яминское, ныне деревня Яменское Бурашевского сельского поселения Калининского района Тверской области. Русский.

### Военная служба
В Красной армии с декабря 1927 года — курсант в Ленинградской военно-теоретической школы ВВС РККА. После прохождения теоретического курса в декабре 1928 года командирован в 3-ю военную школу летчиков и летнабов им. К. Е. Ворошилова для обучения практическим полетам. В 1929 году вступил в ВКП(б). В июле 1930 года окончил последнюю и был назначен младшим летчиком в 4-й отдельный авиаотряд ВВС МВО в город Иваново-Вознесенск.
В мае 1931 года переведен старшим летчиком в 59-ю тяжелую бомбардировочную авиаэскадрилью МВО в город Воронеж.
В мае 1932 года назначен командиром корабля ТБ-3 в 3-ю тяжелую бомбардировочную авиаэскадрилью, которая позже была передислоцирована в город Чита. В феврале 1937 года назначен командиром отряда 3-й АЭ в составе ВВС Тихоокеанский флота.
С мая 1938 года — командир 16-го отдельного авиаотряда, с февраля 1939 года — помощник командира 34-го авиаполка Тихоокеанского флота.
С ноября 1940 года командирован слушателем на Высшие курсы усовершенствования начсостава авиации ВМФ в город Петергоф.

### Великая Отечественная война
В начале войны майор Курочкин в июле 1941 года был выпущен с курсов и назначен заместителем командира 57-го штурмового авиаполка ВВС Балтийского флота. В боях под Ленинградом и при освобождении города Тихвин значительную часть времени командовал отдельной группой из 15-20 самолётов СБ и АР-2. В ходе Тихвинской наступательной операции группа подчинялась армейскому командованию.
27 августа 1942 года подполковник Курочкин назначается командиром 73-го бомбардировочного авиаполка в составе 8-й авиабригады ВВС КБФ. После переучивания летного состава на самолёты Ил-2 полк совершал боевые вылеты по наступающим войскам противника под Ленинградом, его кораблям в Финском заливе и бухтах Ладожского озера, ж.-д. мостам на реке Нарва и в устье реки Луга. В январе — феврале 1943 года полк участвовал в операции по прорыву блокады Ленинграда (операция «Искра»), его летчики уничтожали доты и дзоты в полосе 67-й армии. Затем он вел боевые действия по военно-морским базам противника на побережье Финского залива, а также Лахденпохья и Сатерлахти на Ладожском озере. Летом и зимой 1943 года его летчики уничтожали артиллерийские батареи, ведущие обстрел Ленинграда, и береговые батареи, расположенные на побережье Финского залива и на островах Гогланд и Саммерс. В начале 1944 года полк успешно действовал в Ленинградско-Новгородской наступательной операции. За успешное выполнение заданий командования, организованность и дисциплину личного состава 22 февраля 1944 года он был переименован в 12-й гвардейский пикировочно-бомбардировочный авиаполк.
В мае 1944 года подполковник Курочкин назначен командиром 8-й штурмовой авиадивизии ВВС КБФ. Её части поддерживали войска 2-й ударной армии при форсировании реки Нарва и овладении городом Нарва, обеспечивали фланги армии, действуя по кораблям противника в Нарвском заливе во взаимодействии с 11-й и 8-й авиадивизиями ВВС КБФ. В Выборгской наступательной операции дивизия участвовала в поддержке морского десанта при овладении островами в Выборгском заливе. В Псковско-Островской наступательной операции в июле 1944 года она решала задачи по уничтожению плавсредств и живой силы противника при переброске их кораблями в Чудском озере.
В сентябре 1944 года полковник Курочкин был назначен командиром 8-й гвардейской минно-торпедной авиадивизии. Участвовал с ней в Прибалтийской, Таллиннской, Мемельской, Восточно-Прусской, Кенигсбергской наступательных операциях, в овладении городами Таллин, Мемель, Кенигсберг, Свинемюнде. 26 мая 1945 года был представлен к званию Герой Советского Союза, однако  данное награждение реализовано не было.

### Послевоенная карьера
После войны с декабря 1945 по май 1946 года проходил подготовку на академических курсах офицерского состава ВВС при Военно-морской академии им. К. Е. Ворошилова, затем состоял в распоряжении Управления кадров ВМС.
В декабре 1946 года назначен командиром 14-й смешанной авиационной Краснознаменной дивизии ВВС Северного флота.
С декабря 1947 года исполнял должность начальника летной инспекции ВВС Северного флота.
С февраля 1950 года командовал 5-й минно-торпедной авиадивизией.
В феврале 1952 года зачислен слушателем в Высшую военную академию им. К. Е. Ворошилова, по окончании её в марте 1954 года назначен начальником 92-го военно-морского минно-торпедного авиационного училища в городе Николаев.
В июне 1954 года генерал-майор авиации Курочкин назначен командующим ПВО — заместителем командующего ВВС Северного флота.
С января 1957 года командовал Северным, а с января 1959 года — Одесским корпусами ПВО.
С мая 1960 года был 1-м заместителем командующего — членом Военного совета 4-й отдельной армии ПВО.
29 декабря 1963 года уволен в запас.

## Награды

### СССР
- орден Ленина (27.12.1951)
- шесть орденов Красного Знамени (23.09.1942, 07.02.1943, 28.07.1943, 26.06.1944, 24.06.1948, 30.12.1956)
- орден Ушакова II степени № 217 (22.02.1945)
- орден Нахимова II степени № 284 (19.07.1945)
- орден Отечественной войны I степени (06.04.1985)
- орден Красной Звезды (03.11.1944)
  - Медали СССР в.т.ч:
  - «За оборону Ленинграда»
  - «За победу над Германией в Великой Отечественной войне 1941—1945 гг.»
  - «За взятие Кёнигсберга»
  - «Ветеран Вооружённых Сил СССР»

Приказы (благодарности) Верховного Главнокомандующего в которых отмечен Курочкин М. А.
- За овладение штурмом городом и крепостью Нарва — важным укрепленным районом обороны немцев, прикрывающим пути в Эстонию. 26 июля 1944 года № 149.
- За овладение столицей Эстонской ССР городом Таллин (Ревель) — важной военно-морской базой и крупным портом на Балтийском море. 22 сентября 1944 года № 191.
- За очищение от противника острова Сааремаа (Эзель), превращенного немцами в опорный пункт, прикрывающий подступы к Рижскому заливу. 24 ноября 1944 года № 210.
- За овладение литовским городом Клайпеда (Мемель) — важным портом и сильным опорным пунктом обороны немцев на побережье Балтийского моря. 28 января 1945 года. № 262.
- За овладение штурмом крепостью и главным городом Восточной Пруссии Кенигсберг — стратегически важным узлом обороны немцев на Балтийском море. 9 апреля 1945 года. № 333.
- За овладение последним опорным пунктом обороны немцев на Земландском полуострове городом и крепостью Пиллау — крупным портом и военно-морской базой немцев на Балтийском море. 25 апреля 1945 года. № 343.
- За овладение городом Свинемюнде — крупным портом и военно-морской базой немцев на Балтийском море. 5 мая 1945 года. № 362.
- За форсирование пролива Штральзундерфарвассер, захват на острове Рюген городов Берген, Гарц, Путбус, Засснитц и полное овладение островом Рюген. 6 мая 1945 года. № 363

### Иностранные награды
- Офицер Ордена Британской Империи (Великобритания 1943)